# Nedžad Mulabegović
Nedžad Mulabegović (Derventa, 4. veljače 1981.), hrvatski atletičar. Bio je višestruki državni dvoranski rekorder u bacanju kugle (PB 20,43m). Prvi hrvatski bacač kugle koji je u dvorani prebacio 20m (2011.).
Natjecao se na Olimpijskim igrama 2004. u bacanju kugle, a osvojio je 29. mjesto. U istoj disciplini, na OI 2008. osvaja 29., a na OI 2012. 17. mjesto.
Na Mediteranskim igrama 2009. je osvojio brončanu medalju u bacanju kugle. Osvojio je broncu na Europskom zimskom bacačkom kupu 2009.
Bio je član zagrebačke Mladosti i riječkog Kvarnera.